# Jakob Wychgram
Jakob Wychgram, född den 1 september 1858 i Emden, död den 14 november 1927 i Freiburg im Breisgau, var en tysk skolman och litteraturhistoriker. 
Wychgram blev 1900 föreståndare för kungliga lärarinneseminariet och Augustaskolan i Berlin och kallades 1908 som skolråd till Lübeck. Wychgram författade ett stort antal pedagogiska (Das weibliche Unterrichtswesen in Frankreich, 1886, översatt till franska 1889, Geschichte des höheren Mädchenschulwesens in Deutschland und Frankreich, 1901, Vorträge und Aufsätze zum Mädchenschulwesen, 1907, med flera) och litteraturhistoriska arbeten (Deutsche Literaturgeschichte, 1891, 15:e upplagan 1914, Schillers Leben, 1895, många upplagor, med flera), varjämte han utgav skrifter av Pestalozzi, Vives med flera och tidskrifter som Zeitschrift für ausländisches Unterrichtswesen (1895 ff.).